# Castillo de Butrón
El castillo de Butrón (en euskera: Butroeko gaztelua) es una fortaleza neogótica de origen medieval, declarada Patrimonio Histórico, en el término municipal de Gatica (Vizcaya), en la provincia de Vizcaya (País Vasco). Se enclava en el centro de una finca arbolada, en un paraje aislado aunque no muy lejos de Bilbao y próximo a poblaciones como Sopelana, Urdúliz, Plencia, Munguía, Maruri y Lauquíniz.

## Historia

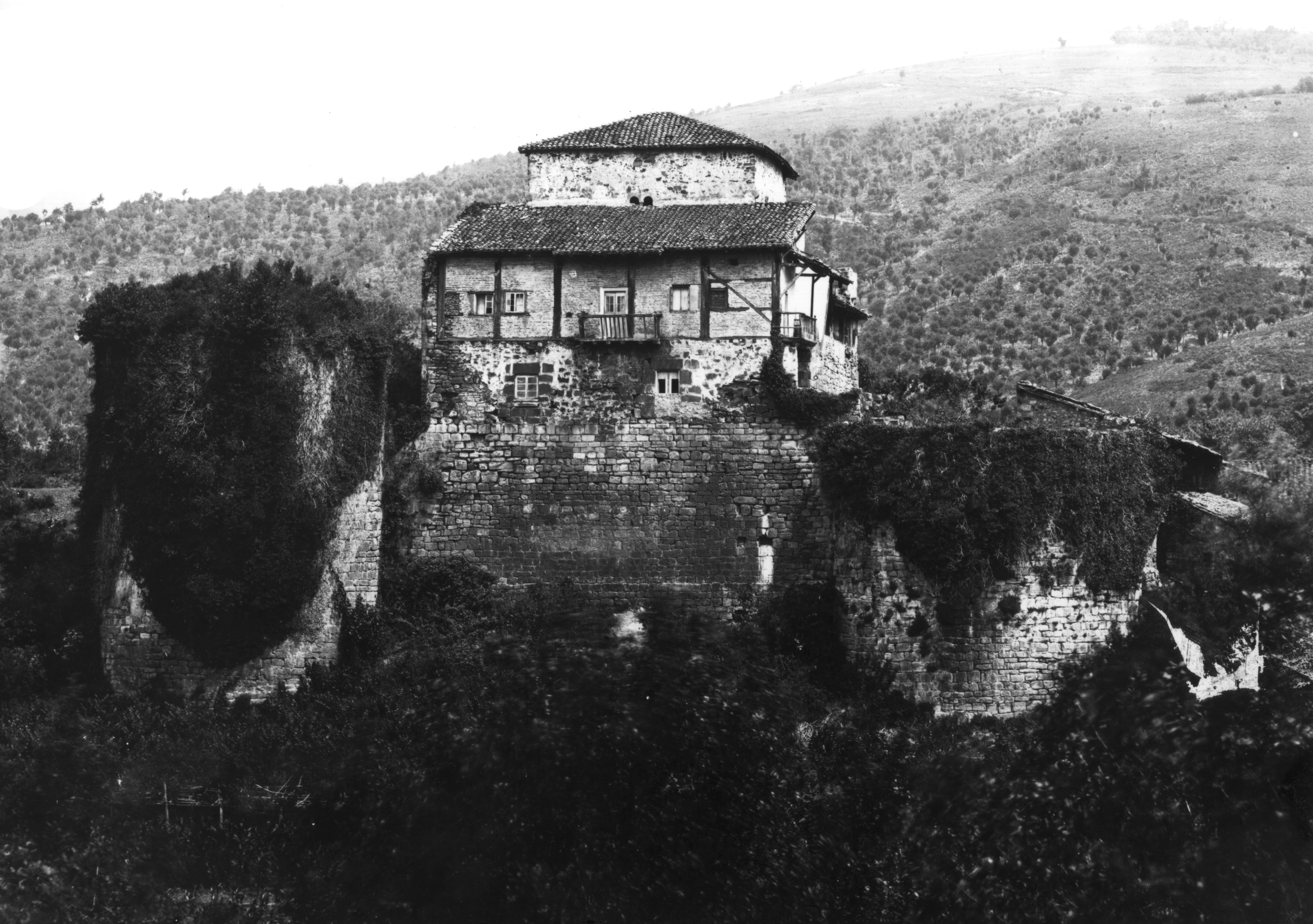
La primitiva casa-torre de Butrón, en 1878

Los orígenes del edificio se remontan a la Edad Media, cuando existía en el lugar la casa-torre del linaje de los Butrón, la cual se fue modificando a lo largo de los siglos y terminó enmascarada bajo la apariencia de una vulgar casa de labriegos. Su aspecto actual responde a una profunda remodelación efectuada en el siglo XIX por el marqués de Cubas.
Tomando como base los cimientos y parte de las torres cilíndricas existentes, tras eliminarse los añadidos, el actual castillo fue construido combinando, con gran dosis de fantasía, distintas referencias a edificios antiguos a la manera de los castillos bávaros del siglo XIX, lejos de los prototipos de casas torre y castillos propios de la región. La torre del homenaje es similar a la del alcázar de Segovia. La construcción se concibió más como pasatiempo y atracción visual que con el propósito de albergar un uso concreto; de hecho, es muy incómodo como vivienda, ya que las torres no tienen demasiado espacio útil, y algunas estancias se conectan entre sí mediante pasarelas y escaleras al aire libre.

## Características

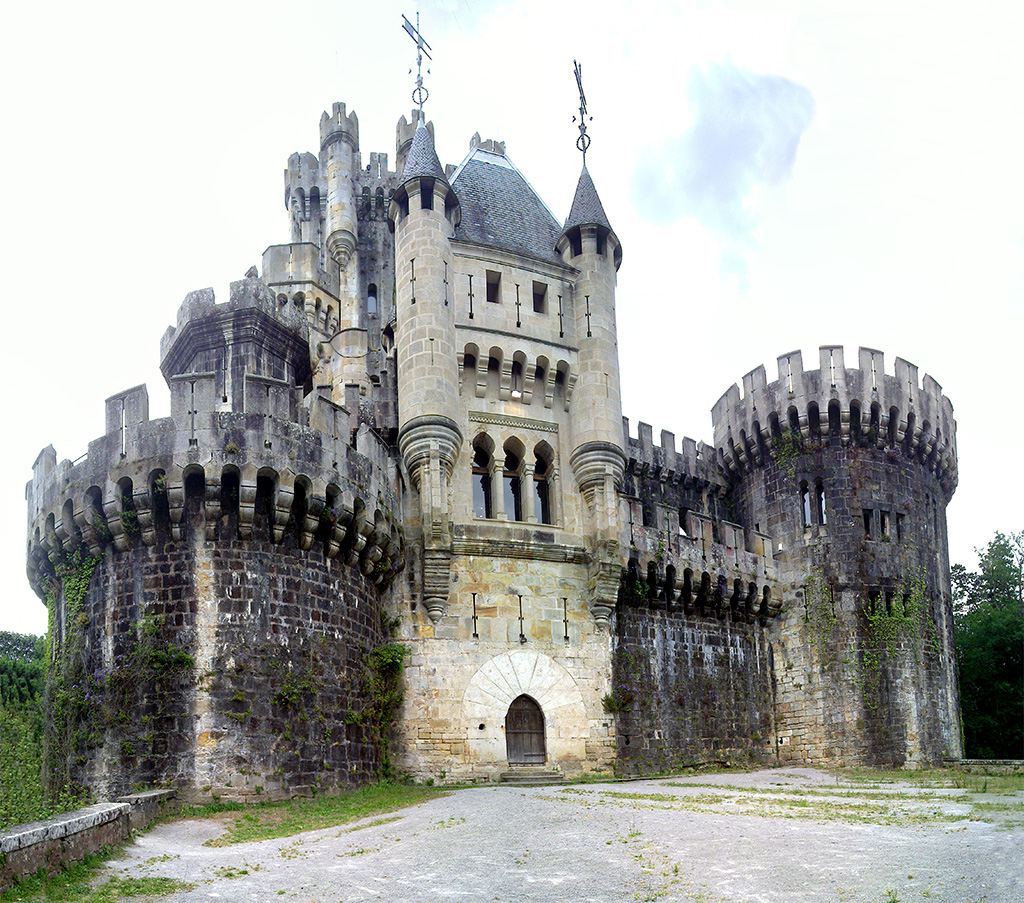
Estado actual del castillo.

El edificio tiene una superficie total superior a los 2400 m² y está situado en un parque con más de 35 000 m². El edificio consta de planta baja, entrepiso, cinco plantas, cubierta y cuatro torreones, el más alto de los cuales es la torre del homenaje. Los muros del castillo tienen un grosor de más de cuatro metros en algunos lugares. En su interior se encuentran varios salones, una zona de recepción de invitados, la antigua capilla, el salón de la chimenea, un gran salón diáfano de 200 m², el patio de armas, el almacén de víveres, un pozo de agua natural, una biblioteca, dos baños y una mazmorra. Las distintas dependencias están decoradas y cuentan con mobiliario, iluminación, cocina, calefacción, bodega y un aparcamiento exterior.
El edificio está situado en un parque con especies autóctonas y exóticas, que hoy se encuentra abandonado. Todo el conjunto está rodeado por un rebalse del río Butrón, concebido a modo de foso perimetral, que debe salvarse por un puente para acceder al conjunto. Fue adaptado por un tiempo como establecimiento hostelero con espectáculos de ambientación medieval, resultando posteriormente embargado y sacado a subasta.
Desde 2005 el castillo fue propiedad del grupo empresarial Inbisa, hasta que en diciembre de 2021 fue vendido a un matrimonio ruso afincado en Barcelona por 4 millones de euros.